# پیر گینت (فیلم ۱۹۳۴)
پیر گینت (انگلیسی: Peer Gynt) فیلمی در ژانر درام به کارگردانی فریتس وندهاوزن است که در سال ۱۹۳۴ منتشر شده. این فیلم بر اساس نمایشنامه‌ای از هنریک ایبسن به همین نام ساخته شده و آخرین اثر فریتس وندهاوزن به عنوان کارگردان است. از بازیگران آن می‌توان به هانس آلبرس اشاره کرد. این فیلم یکی از پرهزینه‌ترین فیلم‌های استودیوی باواریا فیلم بوده‌است.